# Jokke Heinänen
Jokke Kalevi Heinänen, född 20 mars 1970 i Björneborg, Finland, är en finländsk före detta professionell ishockeyspelare (forward). Han tog SM-silver med Luleå HF 1997.